# Chemsakiellus taurus
Chemsakiellus taurus är en skalbaggsart som beskrevs av Jean François Villiers 1982. Chemsakiellus taurus ingår i släktet Chemsakiellus och familjen långhorningar. Inga underarter finns listade i Catalogue of Life.